# 蒼蠅座θ
蒼蠅座θ，又名CP-64 2183，HD 113904、SAO 252162、HR 4952，是蒼蠅座的一颗三合星，视星等为5.51，位于銀經304.67，銀緯-2.49，其B1900.0坐标为赤經13h 1m 39.6s，赤緯-64° -2.49′ 17″。这个系统内包含三颗明亮的蓝色恒星，其中一颗为WC5型的WR星，其表面温度高达80,000K。距离该星0.5天文单位处有一个O6/7型的大质量主序星与其相互绕转。距离这两颗恒星100天文单位的地方另有一个B0Ia的蓝色超巨星。这个系统的总质量超过太阳的80倍，总的辐射能量则超过太阳的100万倍。